# 草酰乙酸
草醯乙酸（Oxaloacetic acid, OAA, 或稱草乙酸，oxalacetic acid）是一種結晶有機化合物，化學式：HO2CC(O)CH2CO2H。其共軛鹼為生物體內許多代謝常見的中間物。參與糖質新生、尿素循環、乙醛酸循環、氨基酸合成、脂肪酸合成以及檸檬酸循環等作用。

## 性質
草醯乙酸去質子形成酸根：
HO2CC(O)CH2CO2H   {\displaystyle {\overrightarrow {\leftarrow }}} −O2CC(O)CH2CO2H  +  H+  pKa = 2.22
−O2CC(O)CH2CO2H   {\displaystyle {\overrightarrow {\leftarrow }}} −O2CC(O)CH2CO2−  +  H+,  pKa = 3.89
在pH值高的時候，烯醇化的質子離子化：
−O2CC(O)CH2CO2− {\displaystyle {\overrightarrow {\leftarrow }}} −O2CC(O−)CHCO2−  +  H+,  pKa = 13.03
因草醯乙酸在烯醇的形式較為穩定，故其互變異構體具有不同熔點(順式異構物熔點為152℃，而反式異構物熔點為184℃)

## 生物合成
草醯乙酸在自然界中可以藉由許多種途徑合成，其中最主要的途徑是通過蘋果酸脫氫酶氧化由丙酮酸及碳酸縮合而成的L-蘋果酸(此過程需耗費ATP)：
CH3C(O)CO2− + HCO3−  +  ATP   →   −O2CCH2C(O)CO2−  +  ADP  +  Pi
另外，草醯乙酸也可以藉由降解天冬氨酸取得。

## 生化功能
草醯乙酸是檸檬酸循環的中間物：草醯乙酸藉由檸檬酸合酶的催化與乙醯輔酶A合成檸檬酸。此外草醯乙酸也參與了糖質新生、尿素循環、乙醛酸循環、胺基酸合成和脂肪酸合成，同時它也是琥珀酸脫氫酶的抑制物。
糖質新生
糖質新生是一條由一連串11個酵素參與的代謝路徑，能將非碳水化合物的基質轉化為葡萄糖。糖質新生的反應由粒線體的基質開始。在此，丙酮酸受到丙酮酸羧化酶催化形成草醯乙酸。接著，草醯乙酸被NADH還原成蘋果酸後再將蘋果酸由粒線體移往細胞質。當蘋果酸被移至細胞質後，蘋果酸會被NAD+氧化回草醯乙酸。接下來草醯乙酸被磷酸烯醇丙酮酸羧化激酶去羧酸並以GTP為磷酸根的來源磷酸化形成2-磷酸烯醇丙酮酸。最後合成葡萄糖。
尿素循環
尿素循環是利用兩個銨分子及一個碳酸氫鹽分子合成尿素的代謝途徑，通常在肝臟的肝細胞中進行。與尿素循環相關的反應可以經由兩種途徑製造NADH，其中一種會用到草醯乙酸：在細胞質中，反丁烯二酸會被延胡索酸水合酶催化形成蘋果酸。接著，蘋果酸經過蘋果酸脫氫酶轉化為草醯乙酸並製造一分子的NADH。最後，草醯乙酸會經由循環轉化出天冬氨酸作為轉氨酶，維持氮原子在細胞中的流動性。
乙醛酸循環

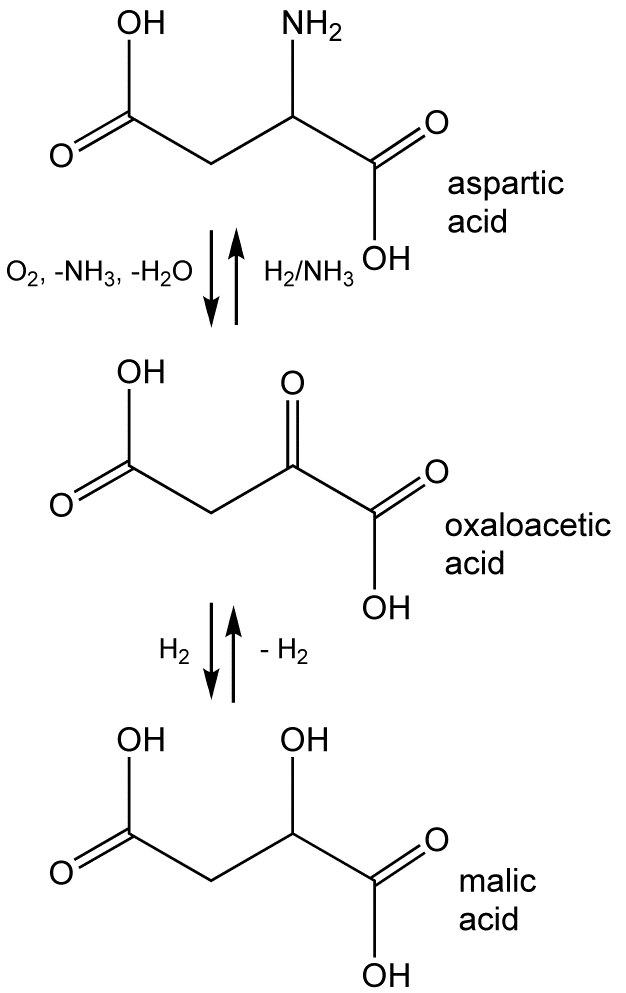
草醯乙酸、蘋果酸與天門冬胺酸之間的關係

乙醛酸循環是檸檬酸循環的一種變型：植物以及微生物利用異檸檬酸裂合酶和蘋果酸合酶進行同化作用。乙醛酸循環在中間步驟與檸檬酸循環略有差異，但是草醯乙酸在其中扮演了相同的角色。這意味著草醯乙酸在此循環中同時是初級反應物也是最終產物，事實上草醯乙酸即為此循環的淨產物(由循環中的兩分子乙醯輔酶A合成)。
合成脂肪酸
首先，乙醯輔酶A被預先轉化為檸檬酸由粒線體移往脂肪酸合酶所在的細胞質中。此反應通常會啟動檸檬酸循環產生能量，但是當細胞沒有能量的需求時，會在細胞質中將檸檬酸再次裂解為乙醯輔酶A以及草醯乙酸，並以乙醯輔酶A為原料合成脂肪酸。
而脂肪酸合成的另一部分需要NADPH，這樣的還原能力由草醯乙酸返回粒線體穿越內膜時提供：首先草醯乙酸被NADH還原成為蘋果酸。接著將蘋果酸脫羧形成丙酮酸後進入粒線體，在此藉由丙酮酸羧化酶將丙酮酸轉化形成草醯乙酸。如此一來，乙醯輔酶A由粒線體移往細胞質的過程會形成一分子的NADH。整體看來，此反應為自發性反應，簡化如下：
HCO3−  +  ATP  +  acetyl-CoA   →   ADP  +  Pi  +  malonyl-CoA
合成胺基酸
有六種必需胺基酸和三種非必需胺基酸的合成需要草醯乙酸以及丙酮酸。天冬氨酸以及丙氨酸是由草醯乙酸以及丙酮酸所形成，而天冬氨酸和丙氨酸又可以藉由谷氨酸轉胺基形成天冬醯胺、甲硫胺酸、賴氨酸以及蘇氨酸，如果沒有草醯乙酸的參與，將不會有上述幾種胺基酸被合成出來。
合成草酸
藉由草醯乙酸酶水解草醯乙酸可以獲得草酸：
oxaloacetate + H2O {\displaystyle \rightleftharpoons } oxalate + acetate